# Monzón
Monzón – miasto w Hiszpanii, we wspólnocie autonomicznej Aragonia. W 2014 liczyło 17 176 mieszkańców.

## Znane osoby z Monzón
- Ignacio de Luzán (1702-1754)
- Joaquín Costa (1846-1911)
- Jesús Soler (ur. 1955)
- Javier Moracho (ur. 1957)
- José Luís Mumbiela Sierra (ur. 1969)
- Conchita Martínez (ur. 1972)
- Eliseo Martín (ur. 1973)

## Miasta partnerskie
- Barcelona, Hiszpania
- Muret, Francja